# أمير أغاييف
أمير اغاييف (بالعبرية: אמיר עגיוב، بالأذربيجانية: Əmir Ağayev،  ولد في 10 فبراير 1992) لاعب كرة قدم إسرائيلي يلعب لنادي أومونيا التابع للدوري القبرصي لكرة القدم.

## روابط خارجية
- أمير أغاييف على موقع الاتحاد الأوربي (الإنجليزية)
- أمير أغاييف على موقع Soccerway.com (الإنجليزية)